# Torontská univerzita
Torontská univerzita (anglicky University of Toronto, zkráceně U of T), je kanadská veřejná univerzita sídlící v Torontu v provincii Ontario. Nachází se nedaleko Queen's Parku v centru města. Byla založena 15. března 1827 pod názvem King's College a patřila Anglikánské církvi, od roku 1850 je sekulární institucí. Dnes je co do počtu studentů (přes 60 000) největší kanadskou univerzitou.
Zdejší pedagog Frederick Banting získal Nobelovu cenu za objev souvislosti mezi inzulinem a léčbou cukrovky. V roce 1938 sestrojil Eli Franklin Burton se svými studenty první funkční elektronový mikroskop. Nobelovu cenu obdržel roku 1986 také chemik John Charles Polanyi. Na univerzitě vznikla Torontská škola věnující se bádání o teorii komunikace, k jejím představitelům patřili Harold Innis, Marshall McLuhan a Northrop Frye. V letech 1969 až 1990 na univerzitě působil Josef Škvorecký, který zdejší poměry popsal i ve svých knihách, v roce 1975 mu byla udělena řádná profesura. Spolupracoval s historikem H. G. Skillingem, díky nim má Torontská univerzita rozsáhlou sbírku českých knih, které za minulého režimu nesměly ve vlasti vyjít.
Univerzitní knihovna vlastní unikátní sbírku leptů Václava Hollara, kterou jí odkázal sběratel Sidney Fisher.
Studentský sportovní klub má název Toronto Varsity Blues. Lední hokejisté reprezentovali Kanadu na olympiádě 1928 a získali zlaté medaile.
Časopis Times Higher Education zařadil roku 2015 v žebříčku nejkvalitnějších vysokých škol světa Torontskou univerzitu na 16. místo.
Podle univerzity je pojmenován asteroid 2104 Toronto.

## Významní absolventi
- Margaret Atwoodová, (* 1939), básnířka, autorka románů, literární kritička a politická aktivistka
- Atom Egoyan (* 1950), filmový režisér
- Naomi Kleinová (* 1970), novinářka a publicistka
- Anne Michaels (* 1958), básnířka a prozaička
- Michael Ondaatje, (* 1943), kanadsko-srílanský prozaik a básník
- Julie Payetteová (* 1963), astronautka
- Lester B. Pearson (1897—1972), předseda kanadské vlády a nositel Nobelovy ceny za mír